# Junot Protegendo a Cidade de Lisboa (Sequeira)
Junot Protegendo a Cidade de Lisboa é uma pintura a óleo sobre tela inacabada do pintor português Domingos Sequeira realizada em 1808 e que está em exposição no Museu Nacional de Soares dos Reis no Porto.
A pintura representa uma cena alegórica em que o general Junot oferece protecção à cidade de Lisboa, personificada por uma jovem mulher, amparada pela Religião e pelo Génio da Nação, estando este grupo ladeado por um lado por Marte e Neptuno, e por outro por Ceres e Minerva, sob uma ampla figura celestial de águia. Ao fundo, uma extensa planície povoada de tropas, o mar e o céu sombrio.
O quadro de Domingos Sequeira foi encomendado por Junot que nela pretendia «que Lisboa se mostrasse segura, sob a protecção do herói, cujo governo sábio e prudente preparava prémios para quem os merecesse; Neptuno [os ingleses] devia apresentar-se trémulo, ao aspecto fulminante de Marte», ou seja, uma alegoria exaltante da acção protectora do general francês sobre a cidade de Lisboa, mas o resultado não lhe agradou por representar uma personificação débil de Lisboa.
A versão final adoptada na pintura evidencia uma solução próxima das pinturas de
Pierre-Paul Prud'hon e que José-Augusto França considerou ser uma das primeiras pinturas pré-românticas em Portugal.

## Descrição e história
Num espaço de ar livre, sobre uma colina, estão representados três grupos de figuras em primeiro plano. No grupo central, está representado Junot, em traje militar, de pé, voltado para uma figura de mulher jovem, que personifica a cidade de Lisboa, amparada pela Religião e pelo Génio da Nação. À esquerda da composição, num plano um pouco mais recuado, está outro grupo de duas figuras masculinas de que só são visíveis os troncos nus, representando Marte que aniquila Neptuno, e que simbolizam, respectivamente, a França e a Inglaterra. No lado oposto, duas figuras femininas avançam em direcção ao grupo central, suspensas no ar, representando Ceres e Minerva, a abundância e a sabedoria. Sobre elas, no céu do lado direito paira a sobra de uma águia de grandes asas abertas representando o império napoleónico.
O cenário envolvente é constituído por uma extensa planície que se estende até ao mar. A meia distância, vislumbra-se um numeroso exército onde se distinguem cavalos e cavaleiros que avançam em formação. Ao fundo, uma esquadra numerosa está fundeada junto à praia. O céu, sombrio e carregado de nuvens, que preenche uma grande faixa do cenário da composição, abre-se numa tonalidade mais clara e luminosa junto à linha do horizonte, sobre o mar.
A pintura foi adquirida inicialmente por João Allen ao próprio pintor, em Roma, em 1827. Depois, em 1851, a Câmara Municipal do Porto adquiriu a Colecção de João Allen, na qual se incluía Junot protegendo a cidade de Lisboa. Em 1940, é feito o depósito das colecções do Museu Municipal no Museu Nacional de Soares dos Reis.

## Desenhos preparatórios
Existe um estudo designado Alegoria a Junot que se conserva actualmente no Museu Nacional de Soares dos Reis (Porto, invº 14) e que pertenceu anteriormente a João Allen, apresentando diferenças em relação à pintura. Além deste estudo, existem no MNAA outras 6 folhas com estudos para a mesma pintura.
O desenho Alegoria a Junot, ou Alegoria à recepção dos franceses, apresenta sob uma enorme águia napoleónica, pousada sobre um arco-íris e rodeada de putti, o general Junot, acompanhado por Ceres e Minerva, que estende a mão a uma personificação de Lisboa desfalecida, que é amparada pelo Génio da Nação e confortada pela Religião. À esquerda estão as figuras da Inveja que são derrotadas e espezinhadas pelo Génio da Nação, por entre despojos de guerra. À direita da composição, Marte (representando a França) prepara-se para dar o golpe fatal a Neptuno (representando a Inglaterra). Dois pequenos putti, com folha de papel e pena, aprestam-se para registar os acontecimentos para a História.
No seu conjunto, a ideia deste esboço é menos galante para com a figura de Junot, aparecendo a personificação de Lisboa desfalecida e amparada pela Fé e por um Génio da Nação que aponta para o general francês, enquanto pisa despojos de guerra, rodeado de horrendas figuras que parecem representar a maldade, a cobiça e a ganância. O general encontra-se ladeado pelas deusas Ceres e Minerva (abundância e guerra), e por Marte e Neptuno (França/ Grã-Bretanha) em luta, estando o último prestes a receber o golpe final. Uma enorme águia de asas abertas, representando a França imperial e rodeada de um bando de festivos putti, domina a cena. Dois outros putti, junto ao canto inferior direito, registam numa folha os feitos do general. Um arco-íris introduz a esperança da bonança que se segue à tempestade.
Neste desenho de apresentação, basicamente executado a linha de contorno e apenas vagamente sombreado com aguada cinza, utiliza um alongamento maneirista das figuras que o pintor usa com frequência naquela época. As figuras de Ceres e Minerva estão mais conformes com a visão neoclássica do que na versão pintada em que surgem voando, enquanto os putti foram eliminados na versão final. A postura das figuras de Lisboa e do general também foi alterada, existindo outros desenhos com estudos para a pose de ambos. Este estudo geral da composição parece ter sido desenhado para apresentação a Junot, que encomendara a obra. A versão final (inacabada) foi
modificada, possivelmente para a adaptar ao que lhe fora pedido.

### Enquadramento histórico
Em Novembro de 1807, quando ocorre a Primeira invasão francesa de Portugal, Domingos Sequeira está na cidade do Porto porque, após a morte de Vieira Portuense, em 1805, tinha assumido a direcção da Aula de Desenho e Pintura da Academia Real de Marinha e Comércio naquela cidade, responsabilidade que manteve entre 1806 e 1821.
A 16 de Janeiro de 1808, Domingos Sequeira regressa a Lisboa, pois Junot decretara que todos os encarregados de obras públicas ou reais deveriam ir à sua presença prestar contas do que administravam, e porque Domingos Sequeira mantinha também a sua qualidade de director das pinturas e responsável pela arrecadação dos materiais inerentes a esse encargo nas obras do Palácio da Ajuda.
A 26 de Janeiro de 1808, Junot recebe Domingos Sequeira. "Junot recebe-me bem, faz-me o elogio de que eu era um artista que dava crédito à nação, e determina que eu continue no exercício em que me achava, porque os homens de merecimento deviam em todos os tempos merecer a maior contemplação. N'esse mesmo acto passei a pedir-lhe o pagamento de dois meses de meu ordenado, que me deviam (...) Mais me determinou então Junot, que eu fizesse algumas obras, principiando por um painel do estado actual de Lisboa, sobre o pensamento, que ele me deu e escreveu de seu punho". Esta alegada memória do pintor foi transcrita por Ribeiro Guimarães numa ortografia que não é de modo algum a de Sequeira, referindo-se à obra Junot protegendo a cidade de Lisboa (MNSR), datada deste ano.
Entretanto Sequeira convive e viaja pela Estremadura com o Conde de Forbin (ajudante de campo do general Delaborde do Estado-Maior francês, pintor amador e futuro director do Museu do Louvre) e com outros oficiais franceses, visitando os mosteiros da Batalha e de Alcobaça. Regista, num álbum de desenhos (MNAA), essas excursões e alguns dos tesouros de ambos os mosteiros. Deixa inacabada uma Alegoria a Napoleão (Col. particular), talvez projectada na suposição de uma viagem do Imperador a Lisboa. Terá pelo menos iniciado um retrato equestre do Major Constant, na Ajuda, que lhe viria a trazer dissabores após a retirada dos franceses.
A 25 de Outubro de 1808, após a saída dos franceses, em resultado da derrota militar e na sequência da Convenção de Sintra (30 de Agosto de 1808), Sequeira requer dispensa de metade do seu ordenado de pintor régio — 1 conto de réis por ano – como contributo para o depauperado tesouro público e "por todo o tempo que durar a guerra com a França". Pede ainda escusa de figurar nas listas de donativos que iam saindo na Gazeta de Lisboa, onde de facto não consta o seu nome. Este donativo, "que faço em virtude do meu dever", terá subsistido até 1814.
A 15 de Dezembro de 1808, quando saía de casa do Marquês de Marialva, onde jantara com Pedro José da Silva e o Conde da Lousã, foi preso sob a falsa acusação de, num café, ter falado indecorosamente acerca do príncipe regente tendo sido encarcerado primeiro no Quartel da Luz e depois na cadeia do Limoeiro. Foi acusado então de colaboracionismo com os franceses e, especificamente, de ter convertido a sala de dossel do Palácio da Ajuda em ateliê, de nela ter colocado um cavalo para retratar o major Constant e de ter pintado uma alegoria a Junot.
Depois de libertado, em Setembro de 1809, manteve o cargo de pintor de Câmara e Corte, mas nunca mais voltou a trabalhar para o Palácio da Ajuda.
Durante os anos seguintes esforçou-se por exaltar Portugal e a sua coroa, tendo pintado telas como Alegoria às Virtudes do Príncipe Regente, uma obra neoclássica destinada ao regente e encomendada pelo Barão de Sobral, Génio da Nação Portuguesa e Lisboa protegendo os seus habitantes, financiadas estas pelo Barão de Quintela. Trabalhou também na concepção artística, iconografia e direcção da baixela em prata oferecida ao Duque de Wellington, como agradecimento pela expulsão dos franceses.

## Ligação externa
- Página oficial do Museu Nacional de Soares dos Reis,